# David Harbour
David Kenneth Harbour, född 10 april 1975 i White Plains, New York, är en amerikansk skådespelare. Han är bland annat känd från sin roll som polischef Jim Hopper i Netflix-serien Stranger Things. 
Harbour gick på Byram Hills High School in Armonk, New York Han tog examen på Dartmouth College i Hanover, New Hampshire 1997. Hans professionella karriär som skådespelare började 1999 på Broadway med The Rainmaker. Han fick sedan TV-roller i bland annat Law & Order: Special Victims Unit. På film har han bland annat medverkat i Quantum of Solace, Revolutionary Road och State of Play.

## Bakgrund och familj
Harbour föddes i White Plains, New York och är son till Kenneth och Nancy (född Riley) Harbour. Både hans föräldrar arbetarr inom fastighetsbranschen; hans mamma inom bostadsområden och hans pappa inom kommersiella fastigheter. Han gick på Bryam Hills High School i Armonk, New York, där också andra skådespelare gick, som Sean Maher och Eyal Podell. År 1997 tog Harbour examen på Dartmouth Collage i Hanover New Hampshire.

## Karriär
Harbour började skådespela professionellt på Broadway 1999 när han var med i återupplivandet av Regnmakaren (The Rainmaker). Senare samma år gjorde han sin TV-debut i ett avsnitt av I lagens namn (Law & Order), där han spelade rollen som en servitör. Han dök upp igen 2002 i ett avsnitt av Law & Order: Special Victims Unit och då han hade rollen som barnmördare. Harbour spelade den återkommande rollen som MI6-agenten Roger Anderson i ABC-serien Pan Am. År 2005 nominerades han till en Tony Award för sitt framförande i produktionen av Who's Afraid of Virginia Woolf?.
Harbour är också känd för sin roll som CIA-agent Gregg Beam i Quantum of Solace, som Shep Campbell i Revolutionary Road, och som Russel Crowes källa i State of Play. Han fick också beröm för sin roll som spionmördaren Paul Devildis, i ett avsnitt av Law & Order: Criminal Intent. År 2013 spelade han en liten roll som huvudläkare i TV-serien Elementary. Från 2012 till 2014 spelade han den återkommande rollen som Elliot Hirsch i The Newsroom.
2014 spelade Harbour den återkommande rollen som Dr. Reed Akley i den historiska dramaserien Manhattan. År 2015 tilldelades han rollen som Polischef Jim Hopper i Netflix science fiction skräckserie Stranger Things. För sin roll i serien har Harbour fått nomineringar till Primetime Emmy Award (2017 och 2018) och en Golden Globe Award (2018). Harbour har vunnit en Screen Actors Guild Award, tillsammans med resten av skådespelarna från Stranger Things.
Harbour spelade huvudrollen i filmen Hellboy (2019). Han kommer också spela Red Guardian i Marvel Cinematic Universe-filmen Black Widow (2020).

## Privatliv
Den 7 september 2020 gifte sig Harbour med sångerskan Lily Allen.

## Filmografi

### Filmer
| År   | Titel                                          | Roll                                               | Anmärkningar     |
| ---- | ---------------------------------------------- | -------------------------------------------------- | ---------------- |
| 2004 | Kinsey                                         | Robert Kinsey                                      |                  |
| 2005 | Confess                                        | FBI Agent McAllister                               |                  |
| 2005 | Brokeback Mountain                             | Randall Malone                                     |                  |
| 2005 | War of the Worlds                              | Dock Worker                                        |                  |
| 2006 | The Wedding Weekend                            | David                                              |                  |
| 2008 | Revolutionary Road                             | Shep Campbell                                      |                  |
| 2008 | Quantum of Solace                              | Gregg Beam                                         |                  |
| 2009 | State of Play                                  | PointCorp Insider                                  |                  |
| 2010 | Every Day                                      | Brian                                              |                  |
| 2011 | The Green Hornet                               | D.A. Frank Scanlon                                 |                  |
| 2011 | W.E.                                           | Ernest Aldrich Simpson                             |                  |
| 2012 | End of Watch                                   | Van Hauser                                         |                  |
| 2012 | Between Us                                     | Joel                                               |                  |
| 2012 | Knife Fight                                    | Stephen Green                                      |                  |
| 2013 | Snitch                                         | Jay Price                                          |                  |
| 2013 | Parkland                                       | James Gordon Shanklin                              |                  |
| 2014 | X/Y                                            | Todd                                               |                  |
| 2014 | A Walk Among the Tombstones                    | Ray                                                |                  |
| 2014 | The Equalizer                                  | Frank Masters                                      |                  |
| 2015 | Black Mass                                     | John Morris                                        |                  |
| 2016 | Suicide Squad                                  | Dexter Tolliver                                    |                  |
| 2017 | Sleepless                                      | Doug Dennison                                      |                  |
| 2019 | Frankenstein's Monster's Monster, Frankenstein | David Harbour III, David Harbour Jr., Frankenstein |                  |
| 2019 | Hellboy                                        | Hellboy                                            |                  |
| 2019 | Dhaka                                          | TBA                                                | Efterbearbetning |
| 2020 | Extraction                                     | Gaspar                                             |                  |
| 2021 | Black Widow                                    | Alexei Shostakov / Red Guardian                    |                  |
| 2022 | Violent Night                                  | Jultomten                                          |                  |
| 2025 | Thunderbolts                                   | Alexei Shostakov / Red Guardian                    |                  |
| 2026 | Avengers: Doomsday                             | Alexei Shostakov / Red Guardian                    |                  |

### TV
| År             | Titel                             | Roll                            | Anmärkningar                                  |
| -------------- | --------------------------------- | ------------------------------- | --------------------------------------------- |
| 1999           | Law & Order                       | Mike                            | Avsnitt: "Patsy"                              |
| 2002           | Law & Order: Special Victims Unit | Terry Jessup                    | Avsnitt: "Dolls"                              |
| 2003           | Hack                              | Christopher Clark               | Avsnitt: "Presumed Guilty"                    |
| 2004           | Law & Order: Criminal Intent      | Wesley John Kenderson           | Avsnitt: "Silver Lining"                      |
| 2006           | The Book of Daniel                | Kevin Warwick                   | Avsnitt: "Acceptance"                         |
| 2007           | The Unit                          | Gary Weber                      | Avsnitt: "Five Brothers"                      |
| 2008           | Law & Order                       | Jay Carlin                      | Avsnitt: "Submission"                         |
| 2009           | Law & Order: Criminal Intent      | Paul Devildis                   | Avsnitt: "Family Values"                      |
| 2009           | Lie to Me                         | Frank Ambrose                   | Avsnitt: "The Better Half"                    |
| 2009           | Royal Pains                       | Dan Samuels                     | Avsnitt: "It's Like Jamais Vu All Over Again" |
| 2011–2012      | Pan Am                            | Roger Anderson                  | 6 avsnitt                                     |
| 2012–2014      | The Newsroom                      | Elliot Hirsch                   | 10 avsnitt                                    |
| 2013           | Elementary                        | Dr. Mason Baldwin               | Avsnitt: "Lesser Evils"                       |
| 2014           | Rake                              | David Potter                    | 11 avsnitt                                    |
| 2014           | Manhattan                         | Dr. Reed Akley                  | 10 avsnitt                                    |
| 2014–2015      | State of Affairs                  | David Patrick                   | 13 avsnitt                                    |
| 2015–2016      | Banshee                           | Robert Dalton                   | 2 avsnitt                                     |
| 2016           | Crisis in Six Scenes              | Vic                             | Avsnitt: "#1.2"                               |
| 2016–nuvarande | Stranger Things                   | Jim Hopper                      |                                               |
| 2018           | Drunk History                     | Vietnam Memorial Head           | Avsnitt: "Underdogs"                          |
| 2018           | Animals                           | Hawk (voice)                    | Avsnitt: "Roachella"                          |
| 2024–nuvarande | Creature Commandos                | Eric Frankenstein               | Röstroll                                      |
| 2024           | What If...?                       | Alexei Shostakov / Red Guardian | Röstroll                                      |
| 2025           | Marvel Zombies                    | Alexei Shostakov / Red Guardian | Röstroll                                      |

### Teater
| År        | Titel                                   | Roll                   | Anmärkningar |
| --------- | --------------------------------------- | ---------------------- | ------------ |
| 1999      | The Rainmaker                           | Noah Curry             |              |
| 2001      | The Invention of Love                   | Moses John Jackson     |              |
| 2005      | Who's Afraid of Virginia Woolf?         | Nick                   |              |
| 2006–2007 | The Coast of Utopia: Part 1 – Voyage    | Nicholas Stankevich    |              |
| 2006–2007 | The Coast of Utopia: Part 2 – Shipwreck | George Herwegh         |              |
| 2007      | The Coast of Utopia: Part 3 – Salvage   | Doctor at the Seashore |              |
| 2010–2011 | The Merchant of Venice                  | Bassanio               |              |
| 2012–2013 | Glengarry Glen Ross                     | John Williamson        |              |

## Utmärkelser och nomineringar
| År   | Utmärkelse                        | Kategori                                                      | Nominerat arbete                | Resultat  | Ref.   |
| ---- | --------------------------------- | ------------------------------------------------------------- | ------------------------------- | --------- | ------ |
| 2005 | Tony Awards                       | Best Featured Actor in a Play                                 | Who's Afraid of Virginia Woolf? | Nominerad | [ 12 ] |
| 2017 | Screen Actors Guild Awards        | Outstanding Performance by an Ensemble in a Drama Series      | Stranger Things                 | Vann      | [ 13 ] |
| 2017 | Fangoria Chainsaw Award           | Best TV Supporting Actor                                      | Stranger Things                 | Nominerad | [ 14 ] |
| 2017 | Primetime Emmy Awards             | Outstanding Supporting Actor in a Drama Series                | Stranger Things                 | Nominerad | [ 15 ] |
| 2017 | Gold Derby Awards                 | Best Drama Supporting Actor                                   | Stranger Things                 | Nominerad |        |
| 2018 | Critics' Choice Television Awards | Best Supporting Actor in a Drama Series                       | Stranger Things                 | Vann      | [ 16 ] |
| 2018 | Golden Globe Awards               | Best Supporting Actor – Series, Miniseries or Television Film | Stranger Things                 | Nominerad | [ 17 ] |
| 2018 | Screen Actors Guild Awards        | Outstanding Performance by an Ensemble in a Drama Series      | Stranger Things                 | Nominerad |        |
| 2018 | Screen Actors Guild Awards        | Outstanding Performance by a Male Actor in a Drama Series     | Stranger Things                 | Nominerad |        |
| 2018 | Gold Derby Awards                 | Best Drama Supporting Actor                                   | Stranger Things                 | Vann      |        |
| 2018 | Primetime Emmy Awards             | Outstanding Supporting Actor in a Drama Series                | Stranger Things                 | Nominerad | [ 18 ] |